# Karolína Kloučková
Karolína Kloučková (2 gennaio 1990) è un'ex sciatrice alpina ceca.

## Biografia
Attiva in gare FIS dal gennaio del 2006, in Coppa Europa la Kloučková ha esordito il 20 dicembre 2008 ad Altenmarkt-Zauchensee in discesa libera, senza completare la prova, ha ottenuto il miglior piazzamento il 7 febbraio 2012 a Jasná in supergigante (54ª) e ha preso per l'ultima volta il via il 4 dicembre 2016 a Trysil in slalom gigante, senza completare la prova. La sua ultima gara in carriera è stata la discesa libera dei Campionati cechi 2018, disputata il 16 gennaio a Špindlerův Mlýn e non completata dalla Kloučková; non ha debuttato in Coppa del Mondo né preso parte a rassegne olimpiche o iridate.

## Palmarès

### Campionati cechi
- 2 medaglie:
  - 1 oro (supercombinata nel 2011)
  - 1 argento (slalom gigante nel 2011)